# Золотий кубок КОНКАКАФ серед жінок
Золотий кубок КОНКАКАФ (жінки) (англ. CONCACAF Women's Gold Cup, ісп. Premundial Femenino Concacaf) — головний футбольний турнір серед жіночих футбольних збірних країн, що входять до зони КОНКАКАФ, футбольної конфедерації регіону Північної та Центральної Америки.

## Історія
Турнір започаткований в 1991 році. Вісім збірних у двох групах виявили по дві збірні, які в плей-оф розіграли звання чемпіона КОНКАКАФ. Переодичність турніру не була сталою до 2002 року, після шостого турніру було прийнято рішення про проведення турніру раз на чотири роки.

## Результати
| 1991 Деталі  | Гаїті      | США    | 5 – 0                    | Канада        | Тринідад і Тобаго | 4 – 2                    | Гаїті             |
| 1993 Деталі  | США        | США    | груповий фінальний раунд | Нова Зеландія | Канада            | груповий фінальний раунд | Тринідад і Тобаго |
| 1994 Деталі  | Канада     | США    | груповий фінальний раунд | Канада        | Мексика           | груповий фінальний раунд | Тринідад і Тобаго |
| 1998* Деталі | Канада     | Канада | 1 – 0                    | Мексика       | Коста-Рика        | 4 – 0                    | Гватемала         |
| 2000 Деталі  | США        | США    | 1 – 0                    | Бразилія      | КНР               | 2 – 1                    | Канада            |
| 2002 Деталі  | США Канада | США    | 2 – 1 (зг)               | Канада        | Мексика           | 4 – 1                    | Коста-Рика        |
| 2006 Деталі  | США        | США    | 2 – 1 дч                 | Канада        | Мексика           | 3 – 0                    | Ямайка            |
| 2010 Деталі  | Мексика    | Канада | 1 – 0                    | Мексика       | США               | 3 – 0                    | Коста-Рика        |
| 2014* Деталі | США        | США    | 6 – 0                    | Коста-Рика    | Мексика           | 4 – 2 дч                 | Тринідад і Тобаго |

*  США кваліфікувалась на чемпіонат світу, як господар змагань.
*  Канада кваліфікувалась на чемпіонат світу, як господар змагань.

## Досягнення збірних
| Збірна            | Чемпіон                                      | 2 місце                    | 3 місце                    | 4 місце              |
| ----------------- | -------------------------------------------- | -------------------------- | -------------------------- | -------------------- |
| США               | 7 (1991, 1993, 1994, 2000, 2002, 2006, 2014) | -                          | 1 (2010)                   | -                    |
| Канада            | 2 (1998, 2010)                               | 4 (1991, 1994, 2002, 2006) | 1 (1993)                   | 1 (2000)             |
| Мексика           | -                                            | 2 (1998, 2010)             | 4 (1994, 2002, 2006, 2014) | -                    |
| Коста-Рика        | -                                            | 1 (2014)                   | 1 (1998)                   | 2 (2002, 2010)       |
| Бразилія          | -                                            | 1 (2000)                   | -                          | -                    |
| Нова Зеландія     | -                                            | 1 (1993)                   | -                          | -                    |
| Тринідад і Тобаго | -                                            | -                          | 1 (1991)                   | 3 (1993, 1994, 2014) |
| КНР               | -                                            | -                          | 1 (2000)                   | -                    |
| Гаїті             | -                                            | -                          | -                          | 1 (1991)             |
| Гватемала         | -                                            | -                          | -                          | 1 (1998)             |
| Ямайка            | -                                            | -                          | -                          | 1 (2006)             |

Збірні, виділені курсивом, гості турніру.